# A kertbérlő
A kertbérlő (eredeti cím: The Lady in the Van) 2015-ben bemutatott brit film, amelyet Nicholas Hytner rendezett.
A forgatókönyvet Alan Bennett írta. A producerei Nicholas Hytner, Damian Jones és Kevin Loader. A főszerepekben Maggie Smith, Alex Jennings, Jim Broadbent, Frances de la Tour és Roger Allam láthatók. A film zeneszerzője George Fenton. A film gyártója a TriStar Pictures, a BBC Films és TriStar Productions, forgalmazója a Sony Pictures Releasing. Műfaja filmvígjáték és filmdráma. Egyesült Királyságban 2015. szeptember 13-án mutatták be a mozikban.

## Szereplők
| Szereplő | Színész            | Magyar hang       |
| --- | ------------------ | ----------------- |
| Miss Shepherd | Maggie Smith       | Pásztor Erzsi     |
| Alan Bennett | Alex Jennings      | Csankó Zoltán     |
| Rufus | Roger Allam        | Kerekes József    |
| Pauline | Deborah Findlay    | Kovács Nóra       |
| Anyu | Gwen Taylor        | Zsurzs Kati       |
| Mrs. Vaughan Williams | Frances de la Tour | Egri Márta        |
| Underwood | Jim Broadbent      | Harsányi Gábor    |
| Lois, szociális munkás | Claire Foy         | Csuha Bori        |
| Miss Briscoe, szociális munkás | Cecilia Noble      | Kocsis Mariann    |
| Giles Perry | Nicholas Burns     | Czvetkó Sándor    |
| Fiona Perry | Pandora Colin      | Micheller Myrtill |
| Állástalan színész | Samuel Barnett     | Baráth István     |
| Piaci árus | James Corden       | Vári Attila       |
| Orvos | Sacha Dhawan       | Joó Gábor         |
| Mentős | Andrew Knott       | Kossuth Gábor     |
| Gyónó férfi | Clive Merrison     | Imre István       |
| Ingatlanügynök | Jamie Parker       | Kisfalusi Lehel   |
| Sam Perry | Richard Griffiths  | Ács Balázs        |
| Járókelő | Giles Cooper       | Bolla Róbert      |
| Tom Perry | Tom Klenerman      | Pál Dániel Máté   |
| Leo Fairchild | David Calder       | Kajtár Róbert     |
| Pap | Dermot Crowley     | Cs. Németh Lajos  |
| Idős apáca | Rosalind Knight    | Fabó Györgyi      |
| Rendező | Elliot Levey       | Pál Tamás         |
| Edith Fairchild | Linda Broughton    | Némedi Mari       |
| Gondnoknő | Marion Bailey      | Andresz Kati      |
| További magyar hangok |                    |                   |
| Bor László, Bordás János, Czifra Krisztina, Élő Balázs, Fehérváry Márton, Gyurin Zsolt, Hábermann Lívia, Király Adrián, Kis-Kovács Luca, Menszátor Magdolna, Solymosi Máté, Téglás Judit, Vida Sára |                    |                   |